# Jerome Jordan
Jerome Adolphus Jordan (ur. 29 września 1986 w Kingston) – jamajski koszykarz, występujący na pozycji środkowego, aktualnie zawodnik MoraBanc Andorra.
24 lipca 2017 przedłużył umowę z hiszpańskim Divina Seguros Juventutem Badalona.
17 sierpnia 2018 dołączył do chińskiego Shaanxi Xinda, występującego w lidze NBL. 30 września podpisał umowę z hiszpańskim Cafés Candelas Breogán. 31 grudnia zawarł kontrakt z hiszpańskim MoraBanc Andorra.

## Osiągnięcia
Stan na 5 kwietnia 2019, na podstawie, o ile nie zaznaczono inaczej.
NCAA
- MVP turnieju College Basketball Invitational (2008)
- Zaliczony do:
  - I składu:
    - C-USA (2009)
    - defensywnego C-USA (2008–2010)
    - turnieju:
      - C-USA (2008)
      - College Basketball Invitational (2008)

  - II składu C-USA (2010)

D-League
- Zaliczony do:
  - I składu turnieju NBA D-League Showcase (2013)
  - III składu D-League (2013)
- Uczestnik meczu gwiazd D-League (2013)

Reprezentacja
- Mistrz Karaibów (2006)
- Uczestnik mistrzostw Ameryk (2013 – 8. miejsce)